# Johanna Maria de Maillé
Johanna Maria de Maillé (* 14. April 1331 in Roche-St. Quentin (Diözese Tours); † Ende März 1414 in Tours) ist eine französische Heilige.
Johanna Maria de Maillé war die Tochter von Hardouin Baron de Maillé († 1340) und der Jeanne de Montbazon († nach 1352). Sie heiratete 1347 Robert von Sillé, mit dem sie während der Pest zwischen 1346 und 1353 im Dienst des Nächsten tätig war. Nach dem Tod ihres Gemahls 1362 kehrte sie nach Tours zurück, um dort ins Kloster einzutreten. 1377 wurde sie Klausnerin. Nach ihrem Tod bestattete man sie in der Franziskanerkirche von Tours. Da sie zu Lebzeiten als Ratgeberin bei arm und reich große Beliebtheit genoss, wurde ihre Grabstätte nach ihrem Tod zu einer Wallfahrtsstätte. Das Grab wurde 1562 während des katholisch-protestantischen Hugenottenkrieges geschändet.
Eine zeitgenössische Vita stammt von Martin von Boisgaultier.